# 秋田雨雀

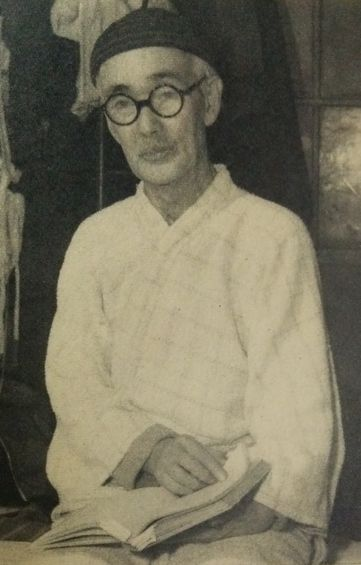
秋田雨雀

秋田雨雀（日语：／ Akita Ujyaku，1883年1月30日—1962年5月12日），日本劇作家、詩人、童話作家、小說家。本名秋田德三（／ Akita Tokuzō）。

## 生平
生於青森縣南津輕郡黑石町（現 黑石市），黒石尋常小学校、青森県立第一尋常中学校畢業。1907年畢業於早稻田大学英文科。曾與小山內薰編輯《新思潮》雜誌。創作風格深受自然主義文學的影響。1911年處女作《幻影與夜曲》出版。1913年戲劇集《埋葬了的春天》出版。接著從事印度哲學的研究。1921年参加日本社会主义同盟，1927年與小山內薰一同访问苏联。1947年加入日本社会党參與第一屆參議員選舉，但未當選；同年擔任東京都豊島區的舞台藝術学院院長一職。1949年加入日本共產黨，1950年擔任日本兒童文學者協會第二任會長，1960年獲頒黑石市名譽市民。1962年5月12日，因結核病與衰老於東京都板橋區中丸町的自宅逝世，享壽79歲。身後葬於豊島區雜司谷的本納寺。